# Alexandre Dumas (Métro Paris)

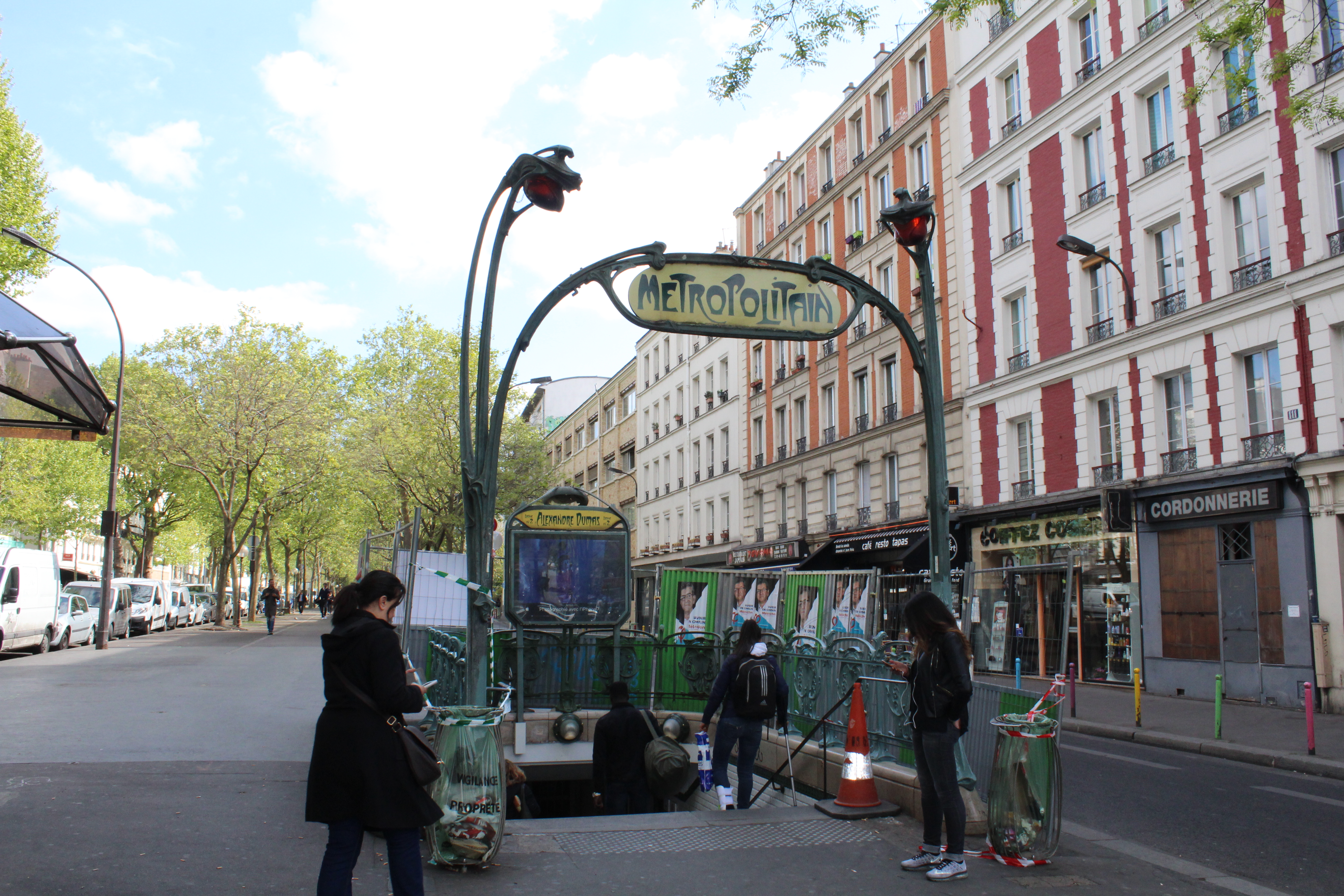
Zugang im Stil des Art nouveau

Der U-Bahnhof Alexandre Dumas [alɛksɑ̃dʁ dymɑ] ist eine unterirdische Station der Linie 2 der Pariser Métro.

## Lage
Die Station befindet sich am Grenzpunkt des Quartier de la Roquette und des Quartier Sainte-Marguerite
im 11. Arrondissement mit dem Quartier du Père-Lachaise und dem Quartier de Charonne im 20. Arrondissement von Paris. Sie liegt längs unter dem Boulevard de Charonne zwischen dessen Kreuzung mit der Rue Alexandre Dumas und dem Straßenzug Rue de Charonne – Rue de Bagnolet.

## Name
Namengebend ist die Rue Alexandre Dumas. Der Schriftsteller Alexandre Dumas (1802–1870) wurde insbesondere durch seine Historienromane Die drei Musketiere und Der Graf von Monte Christo berühmt.
Bei ihrer Eröffnung und in den folgenden 67 Jahren hieß die Station „Bagnolet“. Die namengebende Rue de Bagnolet führt in Richtung des am östlichen Stadtrand gelegenen Vororts Bagnolet. Um Verwechslungen mit dem 1971 eröffneten U-Bahnhof Porte de Bagnolet zu vermeiden, wurde die Station am 13. September 1970 umbenannt.

## Geschichte und Beschreibung
Die Station wurde am 31. Januar 1903 von der Compagnie du chemin de fer métropolitain de Paris (CMP) eröffnet, als die Verlängerung deren Linie 2 von Anvers nach Bagnolet in Betrieb ging. Drei Monate lang war sie östlicher Endpunkt der Linie, ehe diese am 2. April 1903 bis zu ihrer heutigen Endstation Nation verlängert wurde.
Die 75 m lange Station liegt unter einem elliptischen Deckengewölbe. Sie hat 4 m breite Seitenbahnsteige an zwei Streckengleisen und Seitenwände, die der Krümmung der Ellipse folgen. Der einzige Zugang liegt im Mittelstreifen des Boulevard de Charonne südlich der Einmündung der Rue de Bagnolet, er weist das von Hector Guimard entworfene Art-nouveau-Dekor auf.

## Fahrzeuge
Auf der Linie 2 liefen zunächst zweiachsige Fahrzeuge mit Holzaufbauten, die Züge bestanden aus sechs kurzen Beiwagen und einem Triebwagen an jedem Zugende. Von 1914 bis 1981 wurde die Linie von fünfteiligen, grün lackierten Sprague-Thomson-Zügen befahren. Da sie mittelfristig nicht auf gummibereifte Fahrzeuge umgestellt werden sollte, kam ab 1979 die Baureihe MF 67 auf die Strecke, die ihre Vorgänger innerhalb von zwei Jahren vollständig ablöste. Seit 2008 kommen Serienfahrzeuge der Baureihe MF 01, seit 2011 ausschließlich, zum Einsatz.

## Sonstiges
Am 1. April 2016 hieß die Station kurzzeitig „Les Trois Mousquetaires“ – ein Aprilscherz der RATP: Hommage an Alexandre Dumas, Autor des Romans Les Trois Mousquetaires (Die drei Musketiere).